# Audiodosímetro

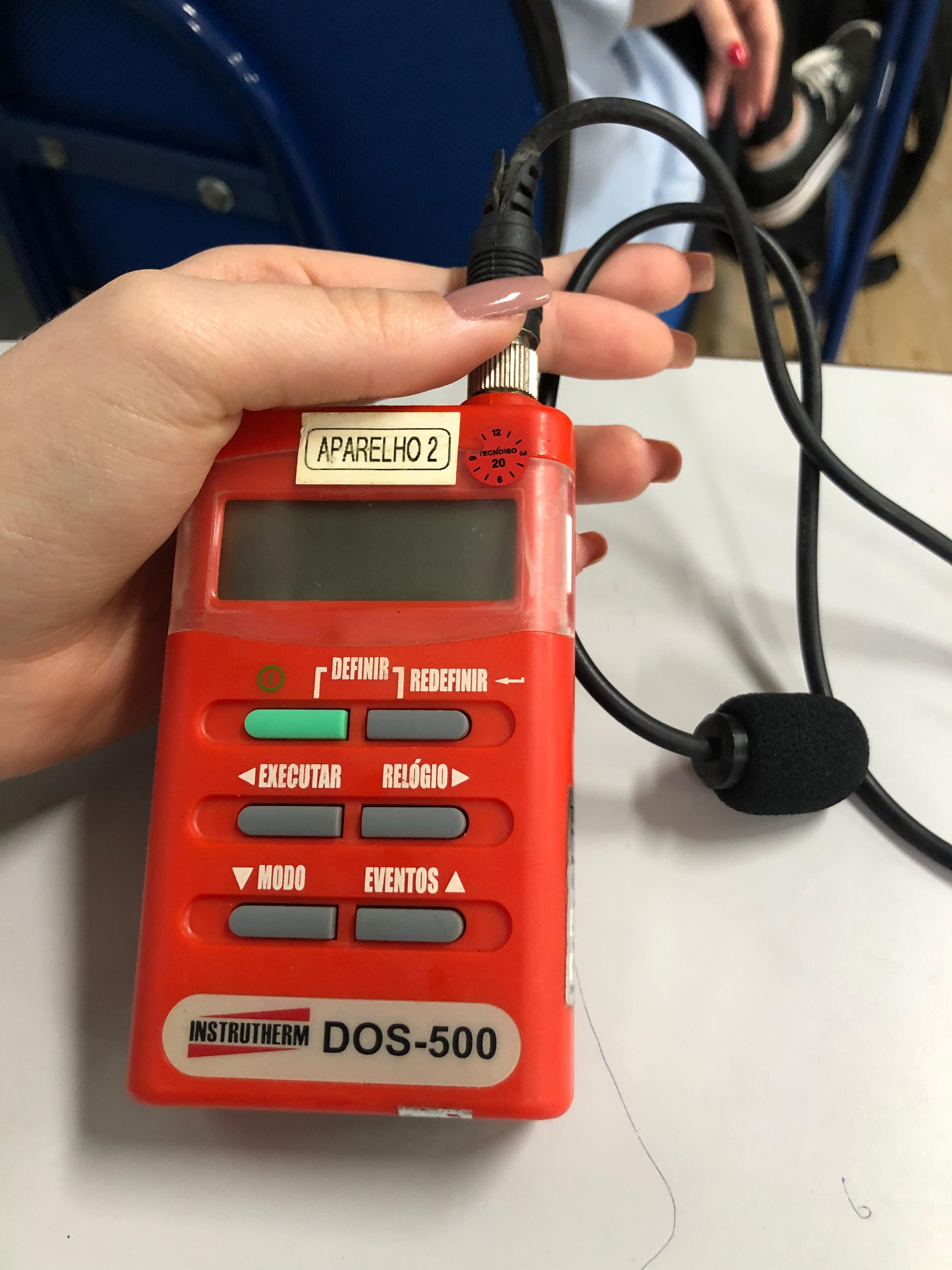
Um exemplo de um audiodosímetro

Audiodosímetro (também conhecido como dosímetro de ruído ou dosímetro acústico) é um aparelho utilizado para medir a intensidade sonora. O ruído é um agente de risco físico presente em muitos ambientes ocupacionais, abrangendo ampla faixa de frequências sonoras e variados níveis de intensidade sonora. As avaliações audiodosimétricas ocupacionais visam mensurar a exposição dos trabalhadores ao ruído contínuo e intermitente. Utilizando a unidade de decibéis (dB) é utilizado para medir em determinada frequência sonora.
A exposição ao ruído pode ocorrer de forma diversificada, uma vez que o indivíduo fica exposto a ruídos de diferentes níveis ao longo da jornada de trabalho. Desta forma, como recomendado pela ISO 9612:2009, deve-se avaliar a exposição por meio de dosimetria de ruído.
Em ambientes de trabalho com muito ruído é necessário alguns cuidados, por isso, segundo a Associação Brasileira de Normas Técnicas (ABNT) e o Ministério do Trabalho e Emprego, em ambientes com ruídos intermitentes devem ser medidos em decibéis.